# Canon de 77 mm FK 96
Le canon de 77 mm modèle 1896, en allemand 7,7 cm FK 96 (FK, Feldkanone : canon de campagne), est une pièce d'artillerie développée et produite par l'entreprise allemande Krupp tout à la fin du XIXe siècle. Ce modèle a été très largement utilisé par l'artillerie de campagne de l'armée allemande lors de la Première Guerre mondiale.

## Histoire

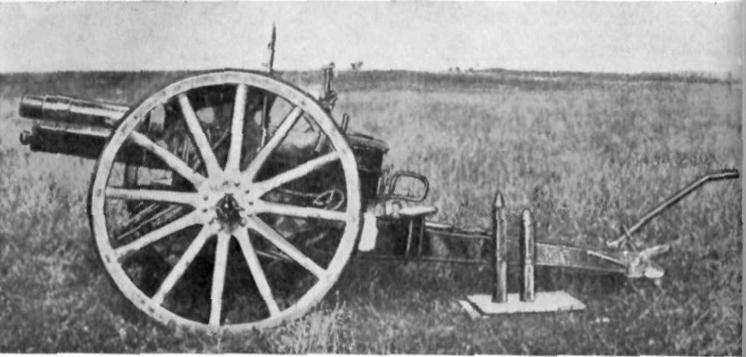
7.7 cm FK 96 n.A. : version modernisée en 1904 avec frein de recul.

Le canon de 77 mm de 1896 est une évolution des modèles 1864 (canon rayé C/64 de 80 mm) et 1873, avec pour limiter le recul de la pièce seulement une bêche. Rendu presque immédiatement obsolète face au canon français de 75 mm, toutes les pièces sont modernisées à partir de 1904 en y ajoutant un frein de recul hydro-pneumatique, d'où la nouvelle appellation de « 7,7 cm FK 96 n.A. » (n.A., neuer Art : nouveau modèle).
Quelques exemplaires furent expédiés aux Boers qui les utilisèrent contre les Britanniques lors de la guerre de 1899 à 1902. D'autres livraisons furent réalisées avant et pendant la Première Guerre mondiale aux forces armées bulgares et ottomanes, puis après le conflit le canon équipa les toutes nouvelles troupes polonaises, lituaniennes, lettones et estoniennes, qui l'utilisèrent jusque dans les années 1930.

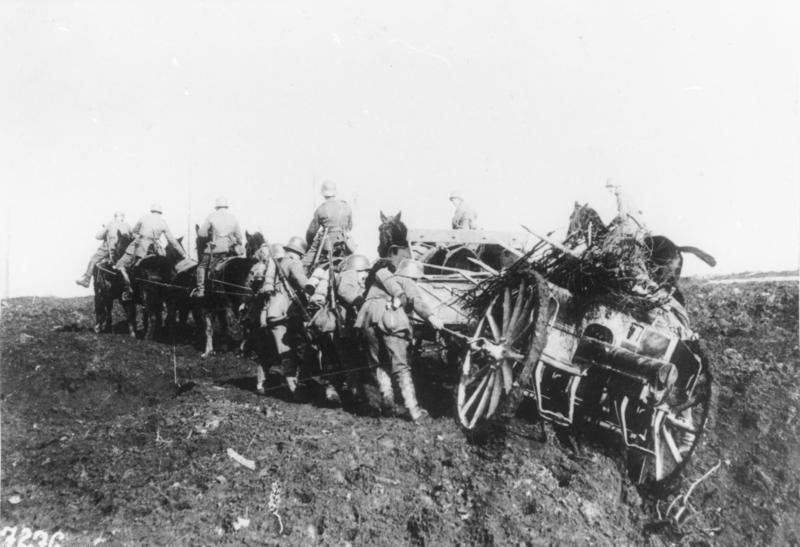
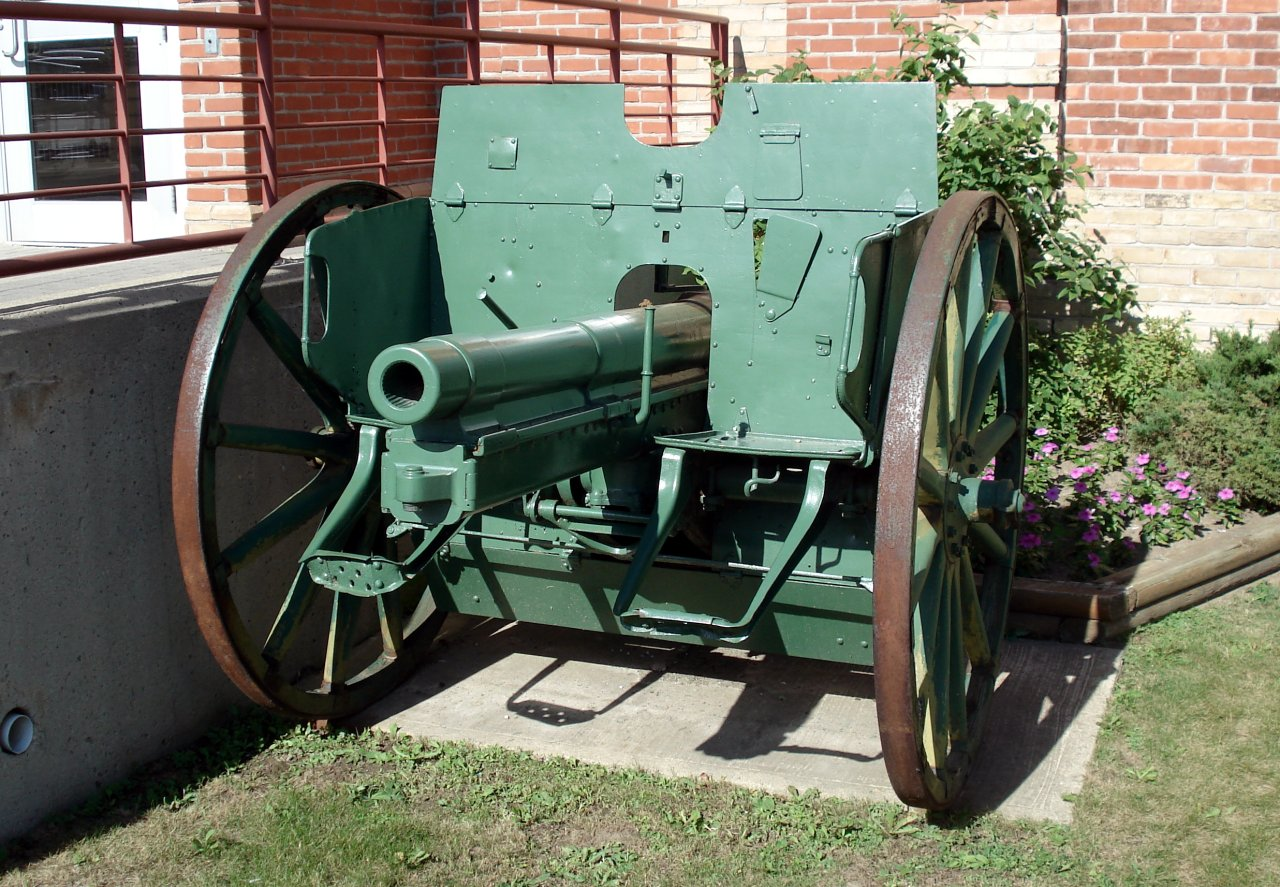

Si sa mobilité a été un atout lors des combats de 1914, notamment lors de la bataille des Frontières et de la première bataille de la Marne, sa faible portée et son petit calibre (peu puissant) limitent son intérêt une fois que la guerre de tranchées s'installe. Des adaptations sont apportées, avec les modèles :
- 7.7 cm FK 16 (le canon est plus long pour augmenter sa portée jusqu'à plus de 9 000 m) ;
- 7.7 cm Infanteriegeschütz L/20 (en) puis L/27 (sur affût de montagne pour limiter l'encombrement).

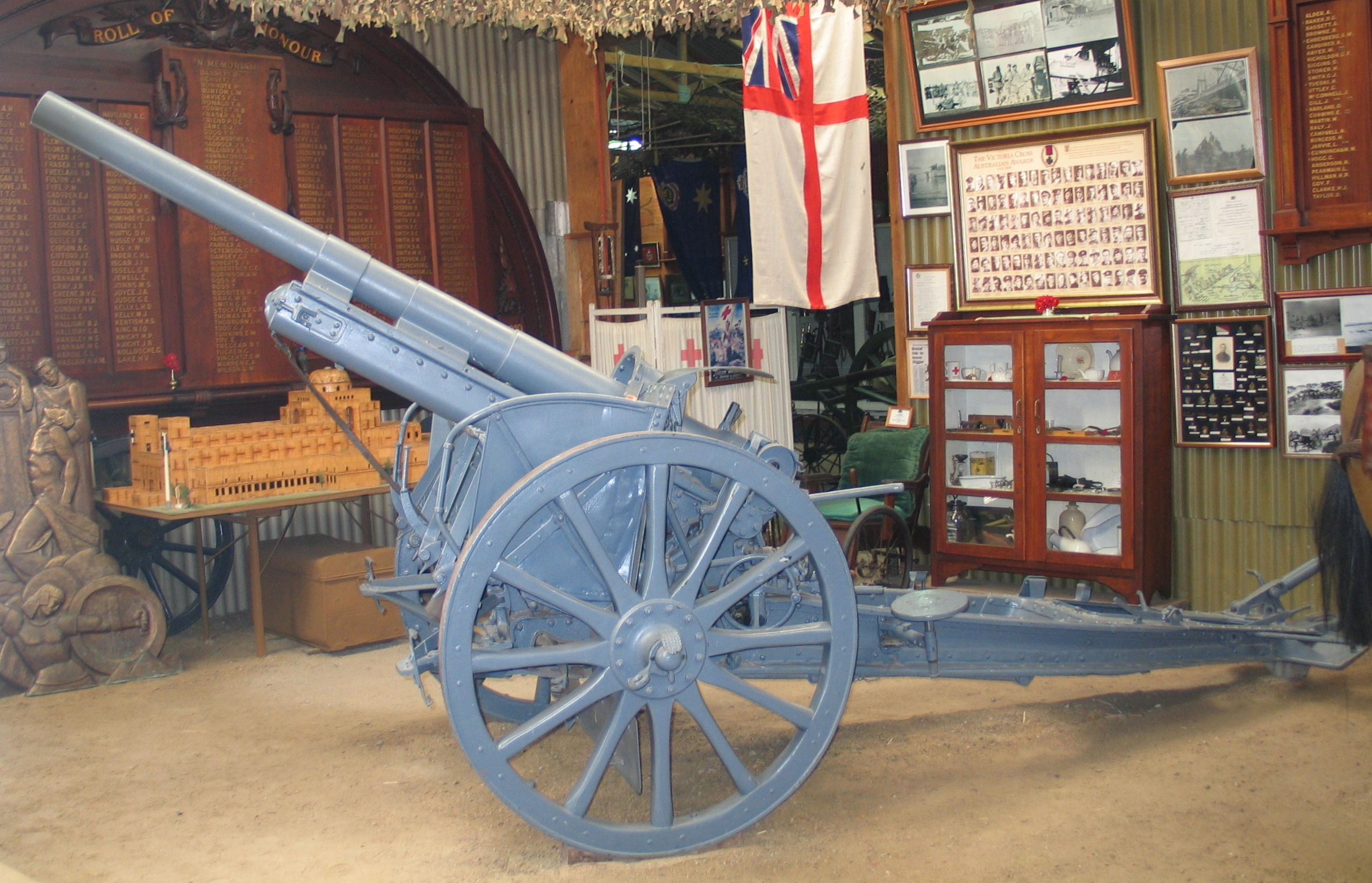
Canon de 7,7 cm FK 16.
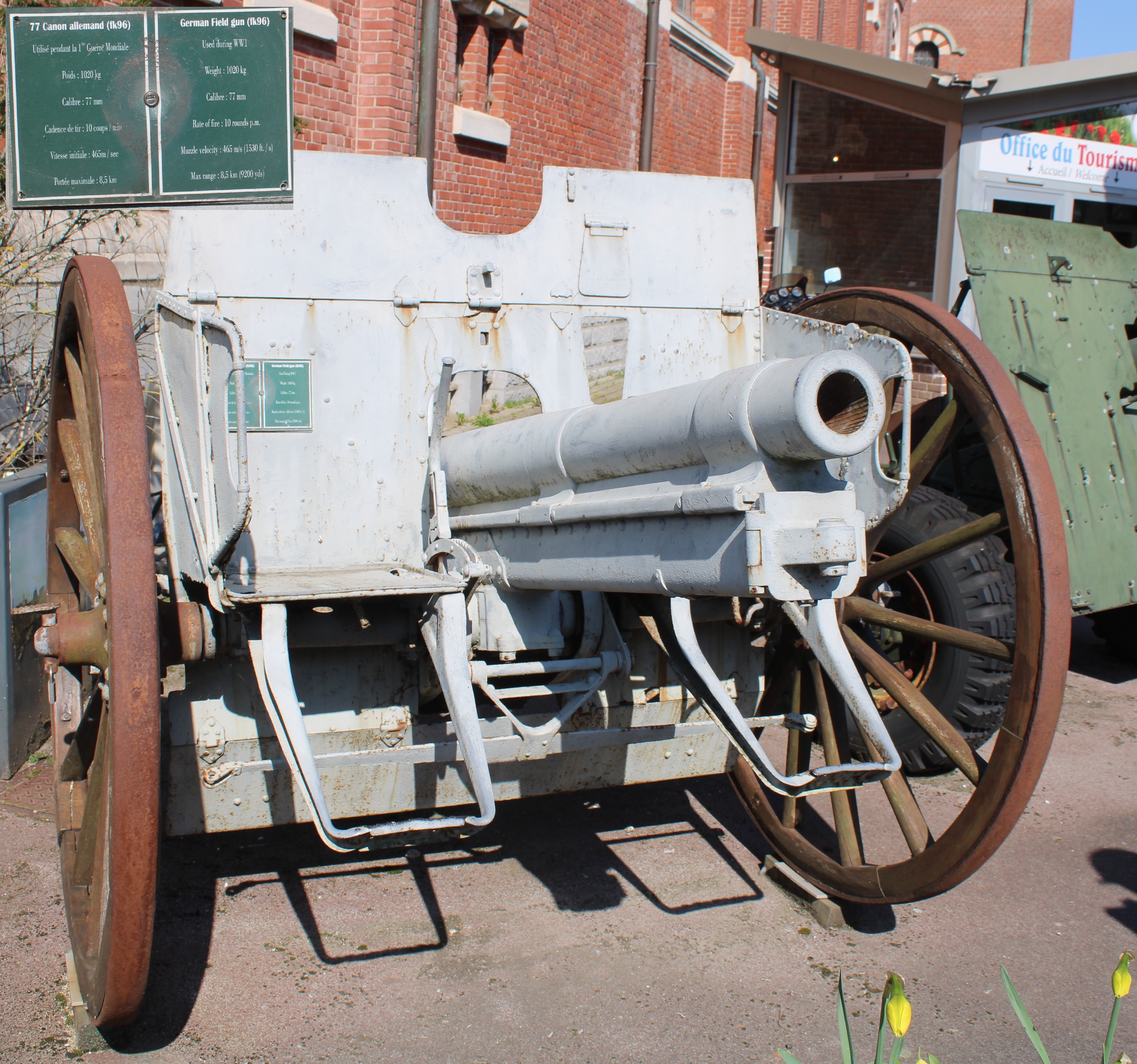
Canon allemand Fk96 de la Première Guerre Mondiale (musée d'Albert.))